# John M. Keane

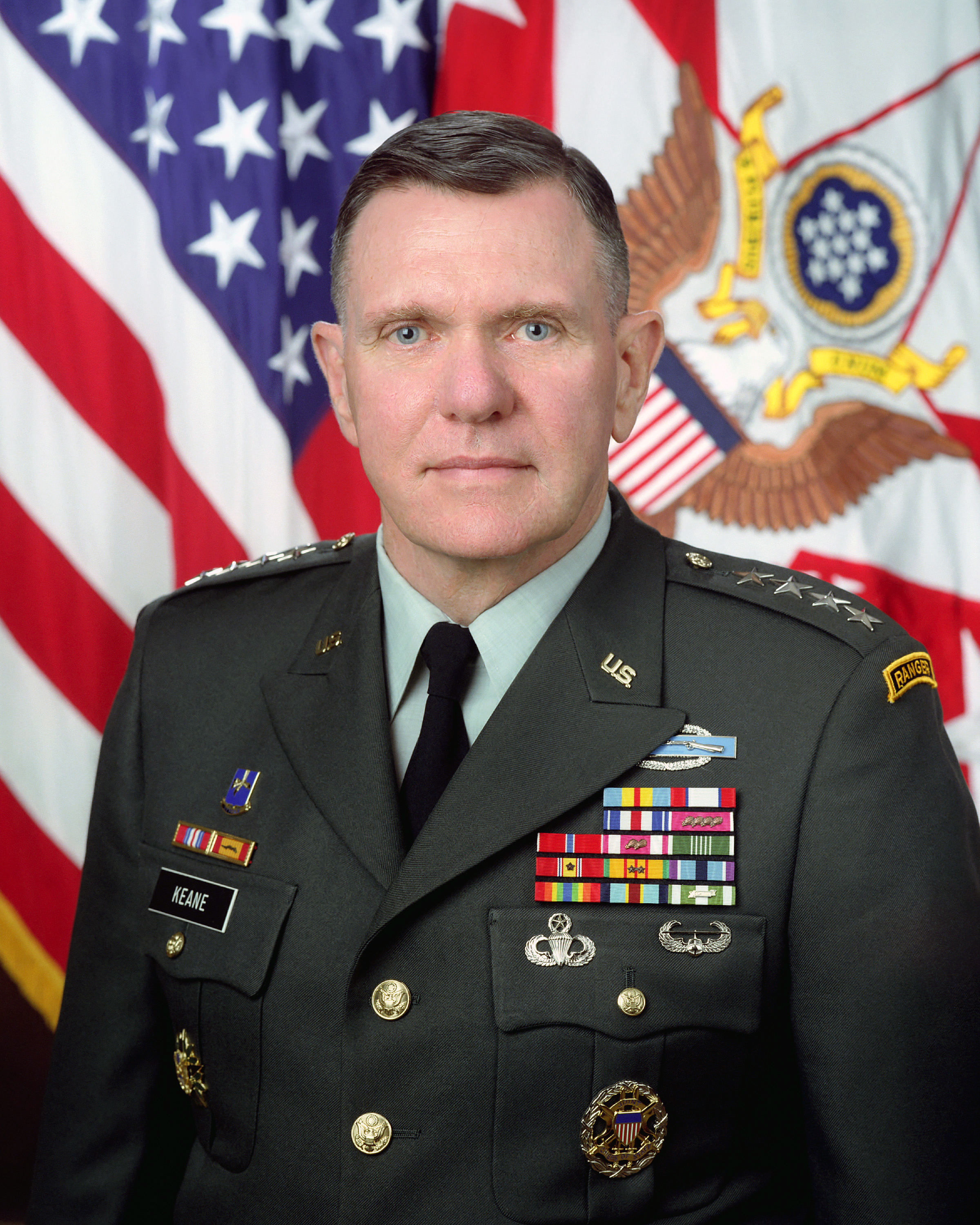
John M. Keane (1999)

John M. „Jack“ Keane (* 1. Februar 1943 in New York City) ist ein ehemaliger General der United States Army.

## Biografie
Nach dem Schulbesuch studierte er zunächst Buchhaltung an der Fordham University und schloss dieses Studium 1966 mit einem Bachelor of Science (B.S. Accounting) ab. Im Anschluss absolvierte er ein Postgraduiertenstudium der Philosophie an der Western Kentucky University, das er mit einem Master of Arts (M.A. Philosophie) beendete. Danach trat er in die United States Army ein und war später Absolvent des United States Army War College sowie des Command and General Staff College. Zwischen 1998 und 1999 war er Stellvertretender Kommandeur des United States Atlantic Command. Im Anschluss wurde er zum General befördert und war als solcher bis 2003 Vice Chief of Staff of the Army. 2003 trat er in den Ruhestand.
Nach seinem Ausscheiden aus dem Militärdienst ging er in die Privatwirtschaft und gehört seit 2003 dem Aufsichtsrat von Metropolitan Life und seit 2004 von General Dynamics an. Daneben war er zwischen 2004 und 2005 Präsident von GSI Consultin, LLC. 2005 war er Mitbegründer von Keane Advisors, LLC, deren Leitender Geschäftsführer er seitdem ist. Außerdem ist er Vorstandsmitglied der George C. Marshall-Stiftung.
Seine Rolle als Fernseh-Kommentator für Fox könnte Präsident Trump von einem größeren militärischen Schlag auf Iran abgehalten haben. Im März zeichnete Trump ihn mit der höchsten zivilen Ehrung der USA aus, der Presidential Medal of Freedom.

## Auszeichnungen
Auswahl der Dekorationen, sortiert in Anlehnung der Order of Precedence of the Military Awards:
- Defense Distinguished Service Medal
- Army Distinguished Service Medal (2 ×)
- Silver Star
- Legion of Merit (5 ×)
- Bronze Star
- Meritorious Service Medal (3 ×)
- Army Commendation Medal